# Symfoni nr 35 (WA Mozart)
Symfoni No. 35 D-dur, K. 385 Haffner-symfonin, är en symfoni komponerad av tonsättaren Wolfgang Amadeus Mozart 1782.
1. Allegro con spirito
2. Andante
3. Menuetto
4. Finale - Presto